# Манс (Арьеж)
Манс (фр. Manses) — коммуна во Франции, находится в регионе Юг — Пиренеи. Департамент коммуны — Арьеж. Входит в состав кантона Мирпуа. Округ коммуны — Сен-Жирон.
Код INSEE коммуны — 09180.

## Население
Население коммуны на 2008 год составляло 122 человека.
| 1962 | 1968 | 1975 | 1982 | 1990 | 1999 | 2008 |
| ---- | ---- | ---- | ---- | ---- | ---- | ---- |
| 149  | 155  | 139  | 127  | 138  | 123  | 122  |

## Экономика
В 2007 году среди 78 человек в трудоспособном возрасте (15—64 лет) 48 были экономически активными, 30 — неактивными (показатель активности — 61,5 %, в 1999 году было 57,3 %). Из 48 активных работали 44 человека (29 мужчин и 15 женщин), безработных было 4 (2 мужчины и 2 женщины). Среди 30 неактивных 7 человек были учащимися или студентами, 12 — пенсионерами, 11 были неактивными по другим причинам.